# CCDC69
CCDC69 (англ. Coiled-coil domain containing 69) – білок, який кодується однойменним геном, розташованим у людей на 5-й хромосомі. Довжина поліпептидного ланцюга білка становить 296 амінокислот, а молекулярна маса — 34 796.
| 10         |  | 20         |  | 30         |  | 40         |  | 50         |
| ---------- |  | ---------- |  | ---------- |  | ---------- |  | ---------- |
| MGCRHSRLSS |  | CKPPKKKRQE |  | PEPEQPPRPE |  | PHELGPLNGD |  | TAITVQLCAS |
| EEAERHQKDI |  | TRILQQHEEE |  | KKKWAQQVEK |  | ERELELRDRL |  | DEQQRVLEGK |
| NEEALQVLRA |  | SYEQEKEALT |  | HSFREASSTQ |  | QETIDRLTSQ |  | LEAFQAKMKR |
| VEESILSRNY |  | KKHIQDYGSP |  | SQFWEQELES |  | LHFVIEMKNE |  | RIHELDRRLI |
| LMETVKEKNL |  | ILEEKITTLQ |  | QENEDLHVRS |  | RNQVVLSRQL |  | SEDLLLTREA |
| LEKEVQLRRQ |  | LQQEKEELLY |  | RVLGANASPA |  | FPLAPVTPTE |  | VSFLAT     |

A: Аланін

C: Цистеїн

D: Аспарагінова кислота

E: Глутамінова кислота

F: Фенілаланін

G: Гліцин

H: Гістидин

I: Ізолейцин

K: Лізин

L: Лейцин

M: Метіонін

N: Аспарагін

P: Пролін

Q: Глутамін

R: Аргінін

S: Серин

T: Треонін

V: Валін

W: Триптофан

Кодований геном білок за функцією належить до фосфопротеїнів. 
Локалізований у цитоплазмі, цитоскелеті.